# Hilpertsau
Hilpertsau is een plaats in de Duitse gemeente Gernsbach, deelstaat Baden-Württemberg, en telt 1105 inwoners.